# 안산시 병
안산시 병은 대한민국의 국회의원 선거구이다. 경기도 안산시 단원구의 일부 지역을 관할한다. 현 지역구 국회의원은 더불어민주당의 박해철이다.

## 역사
제22대 국회의원 선거를 앞두고 안산시 지역의 선거구 개편으로 인해 기존의 안산시 단원구 갑 선거구에 포함되었던 전 지역과 안산시 단원구 을 선거구의 초지동, 대부동이 하나의 선거구를 이루게 됨에 따라 신설되었다.

## 관할 구역
| 대수  | 관할 구역                                                                             |
| ----- | ------------------------------------------------------------------------------------- |
| 22대~ | 안산시 단원구 와동, 원곡동, 백운동, 신길동, 초지동, 선부1동, 선부2동, 선부3동, 대부동 |

## 역대 국회의원
| 선거   | 정당 | 정당         | 의원   |
| ------ | ---- | ------------ | ------ |
| 2024년 |      | 더불어민주당 | 박해철 |

## 역대 선거 결과

### 대한민국 제22대 국회의원 선거
|  | 54.18% |

|  | 43.09% |

|  | 2.72% |

## 같이 보기
- 안산시 갑 (2024년 선거구)
- 안산시 을 (2024년 선거구)
- 안산시의 국회의원